# Роберт Флојд
Роберт Флојд (енгл. Robert W. Floyd; Њујорк, 8. јун 1936 — Станфорд, 25. септембар 2001) је био еминентни амерички информатичар.
Рођен је у Њујорку. Дипломирао је на општем смеру универзитета у Чикагу, 1953. године, са тек навршених 17 година, а диплому из физике је стекао пет година касније.
Раних шездесетих радио је као оператер на компјутеру и објавио многе запажене радове, те постао ванредни професор на Универзитету Карнеги Мелоун са својих 27 година, а шест година касније и редовни професор на Станфордском универзитету. Интересантно је да је постављен за професора иако није одбранио докторат.
Међу његовим доприносима је и дизајн Флојдовог алгоритма, који ефикасно проналази све најкраће путеве на графу, као и његов рад на парсирању. У једном од својих радова је увео важан концепт дифузије грешака у исцртавању слика на рачунару, познат као Флојд-Стајнбергова растеризација (иако је правио разлику између растеризације и дифузије).
Значајно Флојдово достигнуће су били његови почетни кораци на пољу верификације програма коришћењем логичких претпоставки што је увео у свом раду из 1967. године, Додељивање значења програмима. Тиме је дао велики допринос делу логике којио је касније постао познат као Хорова логика.
Блиско је сарађивао са Доналдом Кнутом, посебно као главни рецензент Кнутове књиге Уметност компјутерског програмирања, и истовремено је највише цитиран аутор у том делу. Заједно са Ричардом Бејгелом написао је уџбеник Језик машина: увод у компатибилност и формалне језике (1994, W.H. Freeman and Company.  978-0-7167-8266-7.).
Постао је добитник Тјурингове награде 1978. године „за јасан утицај на методологије за стварање ефикасног и поузданог софтвера, и за помоћ у заснивању следећих важних подобласти рачунарства: теорије парсирања, семантике програмских језика, аутоматске верификације програма, аутоматског генерисања програмског кода, и анализе алгоритама.“
Флјод се два пута женио и разводио и имао је четворо деце. Волео је да игра бекгемон.